# كرة المضرب
كُرة المضرب (أو التنس الأرضي في الترجمات الحرفية) نوع من رياضات الراح والتي يتنافس فيها لاعبان في مباريات فردية، أو فريقان مكونان من لاعبين في مباريات زوجية. كلٌ منهم يحمل مضربا ليستخدمه في ضرب الكرة فوق الشبكة نحو منطقة الخصم. وعدد الضربات ليس محددا، إنما النتيجة تحدد الرابح.
كرة المضرب أو التنس هو رياضة أولمبية تُلعب على جميع مستويات المجتمع وفئاته ولجميع الأعمار، يمكن لأي شخص أن يمسك بمضرب ويضرب الكرة بما في ذلك ذوو الاحتياجات الخاصة ومستخدمو الكراسي المتحركة. نشأت لعبة التنس الحديثة في برمنغهام بإنجلترا في أواخر القرن التاسع عشر كرياضة تلعب على العشب، لذا فهي وثيقة الصلة بكل من الألعاب الميدانية كالكريكت والبولينغ، إضافة إلى رياضة المضرب القديمة.
تغيرت قواعد كرة المضرب الحديثة قليلاً منذ تسعينيات القرن التاسع عشر، باستثناء قاعدتين: من 1908 إلى 1961 كان على اللاعب أن يضع قدمًا واحدة على الأرض في جميع أوقات المباراة، وفي السبعينيات اعتمد الشوط الفاصل (تاي بريك). ومن الإضافات الحديثة إلى اللعبة على المستوى الاحترافي اعتماد تقنية المراجعة الإلكترونية (عين الصقر) إلى جانب نظام تحدي النقاط .

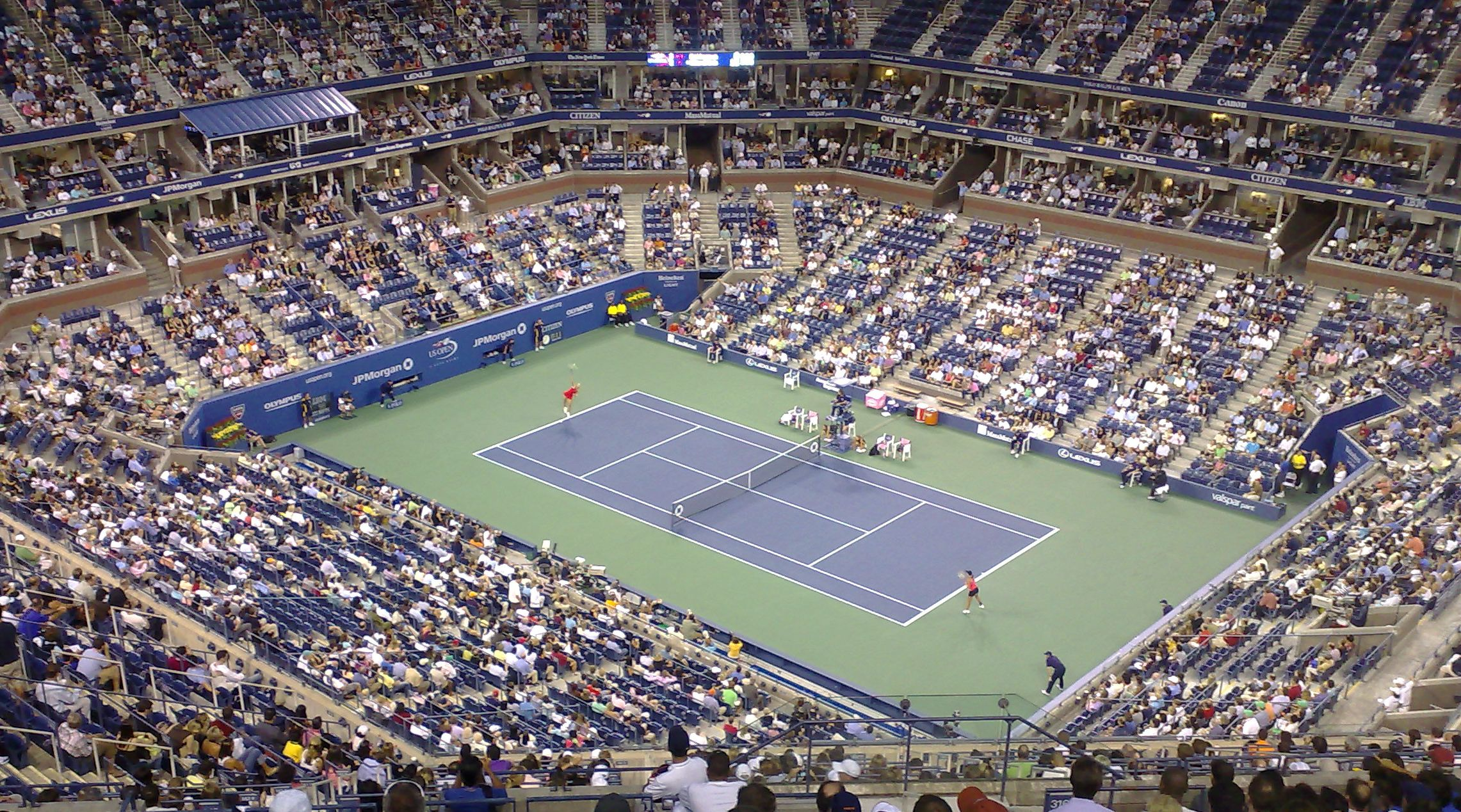
لقطة لإحدى مباريات بطولة أمريكا المفتوحة للتنس وهي إحدى البطولات الكبرى لكرة المضرب.

يلعب كرة المضرب الملايين من لاعبين، وهي رياضة مشهورة ومنتشرة في جميع أنحاء العالم، وتحظى البطولات الكبرى لكرة المضرب بمتابعة جماهيرية وإعلامية كبيرة، تضعها في مرتبة متقدمة بين الأحداث الرياضية الأكثر أهمية ومتابعة في العالم سنويا. وأهم هذه البطولات: رولان غاروس أو بطولة فرنسا المفتوحة على الملاعب الرملية، بطولة أستراليا المفتوحة على الملاعب الصلبة، بطولة ويمبلدون على الملاعب العشبية، وبطولة الولايات المتحدة المفتوحة على الملاعب الصلبة.

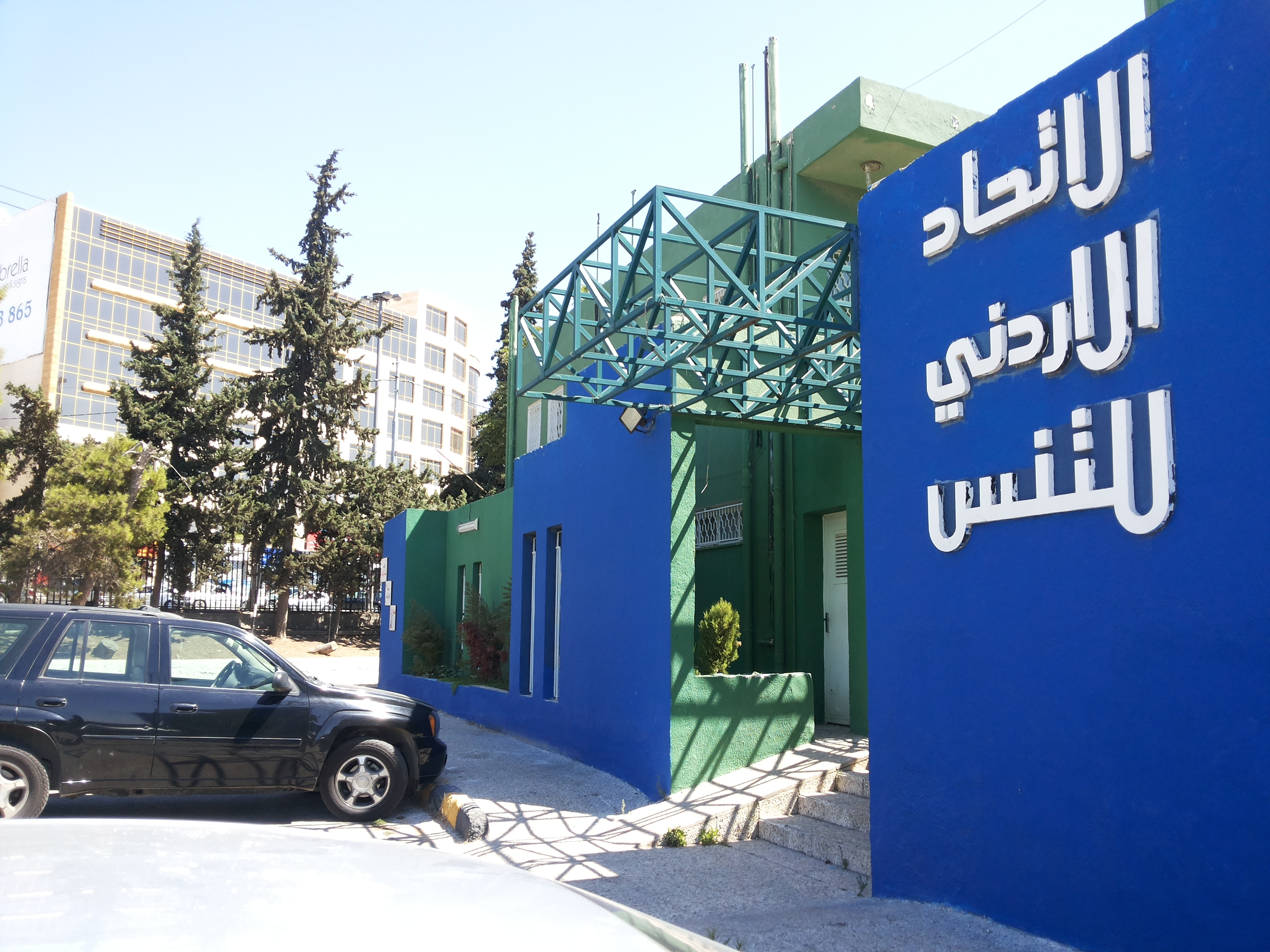
مقر الاتحاد الأردني للتنس بعمّان

## لمحة تاريخية
لعبة بالكرة والمضرب ترقى أصولها إلى القرن الحادي عشر للميلاد عندما نشأ ليركية الفرنسية ضرب منها عرف بتنس الفناء (Court tennis)، ومن ثم راج في الأوساط الملكية الفرنسية خلال القرنين السادس عشر والسابع عشر، وكان يلعب في أفنية مسورة. أما لعبة التنس الحديثة، فقد نشأت في إنجلترا عام 1873.

## أصول اللعب
تمارس عادة في الهواء الطلق في ملاعب داخلية مغلقة. وإنما يتبارى في هذه اللعبة شذا رأس بيضوي الشكل مشدود بالأوتار فهو يقذف به كرة مطاطية مكسوة باللباد.
والهدف من اللعب تسجيل النقاط بإرسال الكرة إلى منطقة الخصم بحيث يعجز عن ردها أو بحيث يردها ولكن بعد أن تمس الأرض أكثر من مرة، أو بإرسالها إلى منطقة الخصم وإكراهه على ردها على نحو تمس معه الشبكة أو تقع خارج حدود الملعب. أهم ما يميز لعبة التنس عن غيرها من بقية الألعاب الأخرى هو انها تفيد أجزاء كثيرة من الجسم فضلا عن التوافق الذي تتطلب ممارسة اللعبة بين الذهن وكافة عضلات الجسم.

## النقاط
تبدأ لعبة التنس برصيد 0 لكلّ لاعب، وعند تسجيل أول نقطة يصبح الرصيد 15 ويسمّى (Love)، وبعد تسجيل النقطة الثانية يصبح الرصيد 30، وبعد النقطة الرابعة يصبح الرصيد 40، وفي حال وصول اللاعبَين معاً إلى 40 فإنّ النتيجة تسمّى التعادل (Ad)، وبعد ذلك يفوز اللاعب الذي تزيد نقاطه على نقاط خصمه بنقطتين متتاليتين في ذلك الشوط، ومن الجدير بالذكر أنّه في مباريات الرجال يجب على اللاعب الفوز في ثلاثة أشواط من أصل خمسة، أمّا في مباريات النساء يجب الفوز بشوطين من أصل ثلاثة.

## الملعب

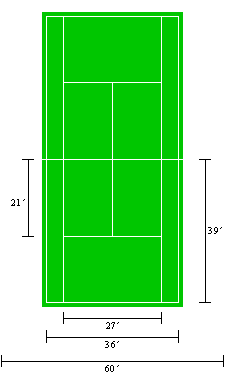
ملعب كرة المضرب

يبلغ طول الملعب 78 قدمًا (23.77 مترًا) ، ويبلغ عرضه 27 قدمًا (8.2 متر) لمباريات الفردي و 36 قدمًا (11 مترًا) لمباريات الزوجي. هناك حاجة إلى مساحة إضافية واضحة حول الملعب لكي يتمكن اللاعبون من الوصول إلى الكرات المتجاوزة. تمتد الشبكة عبر العرض الكامل للملعب، بالتوازي مع خطوط الأساس، وتقسمها إلى طرفين متساويين. يتم تثبيته إما عن طريق كابل معدني أو سلك لا يمكن أن يزيد عن 0.8 سم ( 1 ⁄ 3 بوصة  ).يبلغ ارتفاع الشباك 3 أقدام و 6 بوصات (1.07 م) عند العارضتين و 3 أقدام (0.91 م) في المركز.

## كرة التنس
كرة التنس مطاطية وخفيفة الوزن ولونها أصفر وشكلها دائري وهي مكسوة باللباد.
تكون الكرة ذات شكل خارجي منتظم، وأن تكون بيضاء أو صفراء، وأن تكون أقسامها متصلة بدون خيوط، وأن يتراوح قطرها بين (6.35 سم) و(6.67 سم)، أما وزنها فينبغى أن يتراوح بين 56.7 غرام و58.5 غرام.

## البطولات

### البطولات الكبرى لكرة المضرب
| الزمان       | البطولة                                       | المكان          | سطح الملعب  |
| ------------ | --------------------------------------------- | --------------- | ----------- |
| يناير        | بطولة أستراليا المفتوحة للتنس                 | ملبورن          | أرضية صلبة  |
| مايو-يونيو   | فرنسا المفتوحة وتسمى دورة رولان غاروس الدولية | باريس           | ملعب ترابي  |
| يونيو-يوليو  | بطولة ويمبلدون                                | لندن            | أرضية عشبية |
| أغسطس-سبتمبر | بطولة أمريكا المفتوحة للتنس                   | نيويورك (مدينة) | أرضية صلبة  |

### دورات الأساتذة (تنس)
| البطولة              | الدولة           | الاسم التجاري                                 | المدينة                                             | بدأت في | نوع الأرضية                | الموقع الرسمي |
| -------------------- | ---------------- | --------------------------------------------- | --------------------------------------------------- | ------- | -------------------------- | ------------- |
| إنديان ويلز للماسترز | الولايات المتحدة | بي ان بي باريباس                              | إنديان ويلس، كاليفورنيا، الولايات المتحدة الأمريكية | 1987    | صلبة                       |               |
| ميامي للماسترز       | الولايات المتحدة | سوني إريكسون المفتوحة                         | ميامي، الولايات المتحدة الأمريكية                   | 1985    | صلبة                       |               |
| مونتي كارلو للماسترز | موناكو           | سلسة مونتي كارلو للماسترز مقدمة بواسطة روليكس | مونتي كارلو، موناكو                                 | 1897    | ترابية                     |               |
| روما للماسترز        | إيطاليا          | انتر ناسيونالي دي تي ال دي اطالية             | روما، إيطاليا                                       | 1930    | ترابية                     |               |
| مدريد للماسترز       | إسبانيا          | موتوا مدريلينا ماسترز مدريد                   | مدريد، إسبانيا                                      | 2002    | ترابية (صلبة حتى عام 2008) |               |
| كندا للماسترز        | كندا             | كأس روجر                                      | مونتريال / تورنتو، كندا                             | 1881    | صلبة                       |               |
| سنسيناتي للماسترز    | الولايات المتحدة | مجموعة الغربيون والجنوبيون الاقتصادية         | سنسيناتي، الولايات المتحدة الأمريكية                | 1899    | صلبة                       |               |
| شنغهاي للماسترز      | الصين            | شنغهاي للماسترز                               | شنغهاي، الصين                                       | 2009    | صلبة                       |               |
| باريس للماسترز       | فرنسا            | باريس بيرسي                                   | باريس، فرنسا                                        | 1986    | صلبة(I)                    |               |

اللاعبين واللاعبات العشرة الأوائل حسب التصنيف العالمي (قد يتجدد تصنيف اللاعبين واللاعبات كل يوم اثنين بحسب زيادة أو نقصان نقاط اللاعبين واللاعبات ويتم زيادة أو خصم النقاط بحسب البطولات التي حصل عليها):
رجال (ATP):
1- رافاييل نادال (إسباني)
2- نوفاك ديوكوفيتش (صربي)
3- دافيد فيرير (إسباني)
4- اندي موراي (بريطاني)
5- خوان مارتن ديل بوترو (أرجنتيني)
6- روجيه فيدرر (سويسري)
7- توماس بيرديتش (تشيكي)
8- ستانيسلاس فافرينكا (سويسري)
9- ريشارد جاسكيه (فرنسي)
10- جو ويلفرد تسونجا (فرنسي)

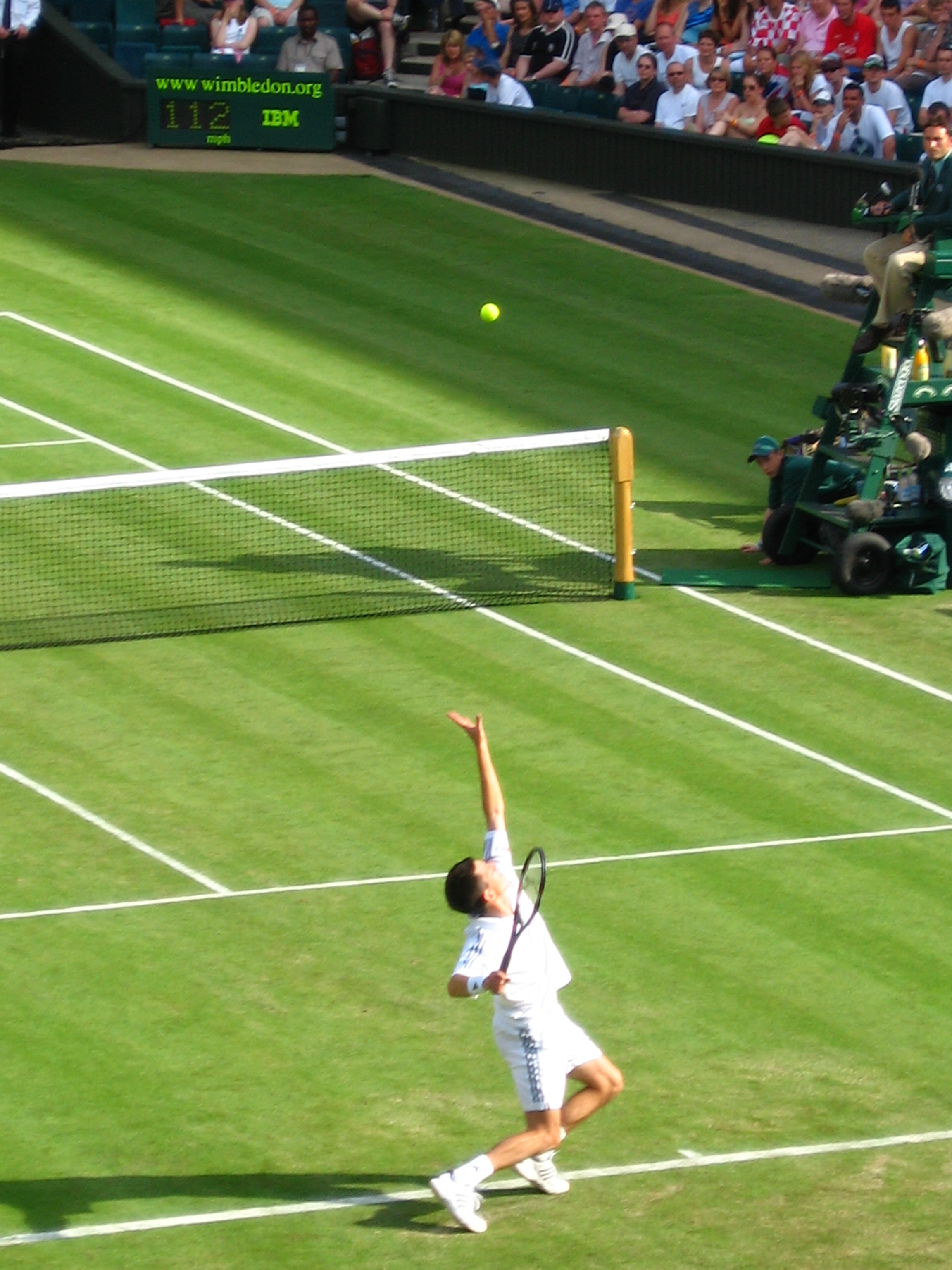
تيم هينمان.

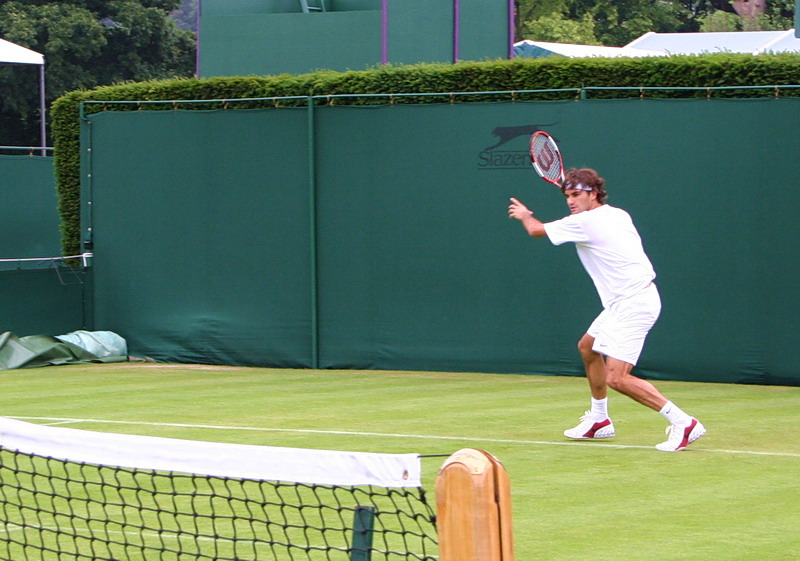
روجر فيدرير.

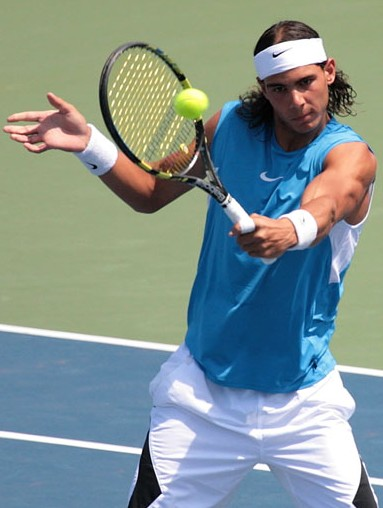
رفائيل نادال.

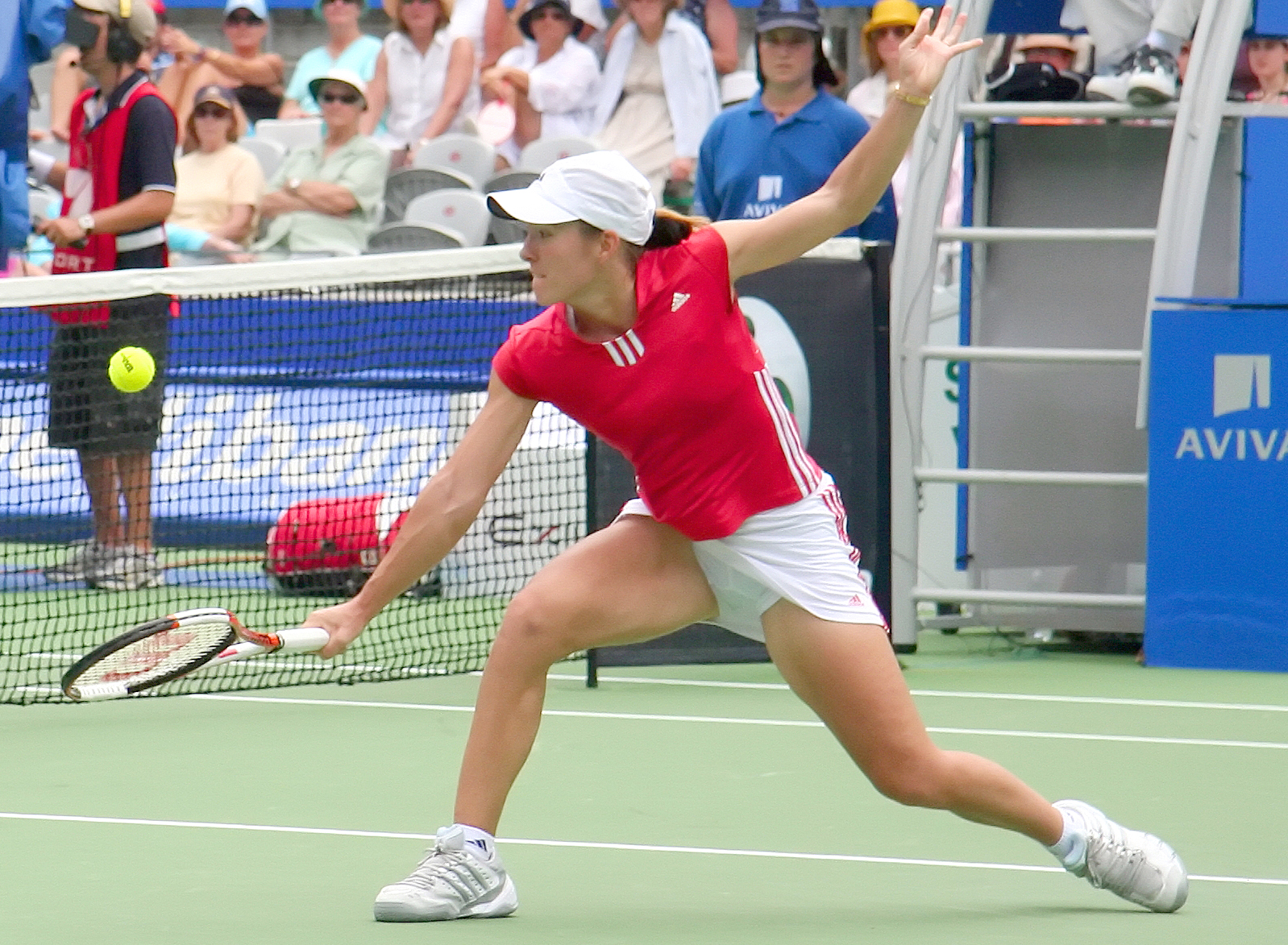
جوستين هينين.

لمعرفة بقية المصنفين والتصنيف الجديد الذي يصدر كل يوم اثنين زيارة موقع (ATP) (رابطة اللاعبين المحترفين): http://www.atpworldtour.com/Rankings/Singles.aspx
سيدات (WTA):
1- سيرينا ويليامز (أمريكية)
2- ماريا شارابوفا (روسية)
3- فكتوريا أزارينكا (بلاروسية)
4- أنيسكا رادفانسكا (بولندية)
5- لي نا (الصينية)
6- سارة إيراني (إيطالية)
7- أنجيليك كيربر (ألمانية)
8- بيترا كفيتوفا (تشيكية)
9- كارولين فوزنياكي (دنماركية)
10- سماثانا ستوسور (أسترالية)
لمعرفة بقية المصنفات والتصنيف الجديد الذي يصدر كل يوم اثنين زيارة موقع (WTA) (رابطة اللاعبات المحترفات): http://www.wtatennis.com/page/RankingsSingles/0,,12781~0~1~100,00.html

## فوائد اللعبة للجسم
- القلب: إن التدريب المنتظم طريقة عظيمة لتحسين وظائف القلب والتنس تعمل على تدريب القلب بانتظام فعندما تجري في الملعب للعب الكرة أثناء النقطة تصل إلى مستوى مرتفع للحركة ثم يقل ذلك المستوى عندما تستريح لمدة 20-30 ثانية بين النقطتين.
- البطن: عند ممارسة لعبة التنس يقع العمل الشاق على عضلات منطقة وسط الجسم التي تشمل عضلات البطن وأسفل الظهر وهي العضلات التي لا تساعد فقط على حفظ التوازن عند الجري وإنما تزيد ضربات الكرة من القوة والضغط على الساقين والجزء العلوي من الجسم.
- الرأس: نعلم جميعا أن بذل المجهود يخفف من التوتر إلا أن ممارسة لعبة التنس تشحذ الذهن كما تشحذ الجسم. ففي كل مرة تقوم فيها بضرب الكرة يجب أن تتفاعل وتستجيب بسرعة وإذا أردت أن تنجح فيجب أن ترسم إستراتيجية لكل خصم وهذا يساعد على المحافظة على نشاط المخ وشبابه.
- الذراعان: قد لا تحصل على عضلات من سيرينا وليامز ولكن مرجحة مضرب وزنه 11 أوقية يساعد على تقوية العضلات العليا للذراع ثنائية الرؤوس والعضلات ثلاثية الرؤوس والكتفين والساعدين.
- المرونة: تجبر لعبة التنس من يمارسها على تمديد عشرات العضلات في جميع أجزاء الجسم بما في ذلك عضلات لا تعرفها.
- الساقان: كما تعمل ممارسة التنس على تقوية عضلات الساقين السفلى والعليا رباعية الرؤوس.

1. ↑  "معلومات عن كرة المضرب على موقع bn.banglapedia.org". bn.banglapedia.org. مؤرشف من الأصل في 2016-04-04.
2. ↑  "معلومات عن كرة المضرب على موقع catalog.archives.gov". catalog.archives.gov. مؤرشف من الأصل في 2019-05-02.
3. ↑  "معلومات عن كرة المضرب على موقع id.ndl.go.jp". id.ndl.go.jp. مؤرشف من الأصل في 2020-04-04.

## قراءة مضافة
- We Have Come a Long Way. King, Billie Jean and Starr, Cynthia. (1998) McGraw-Hill ISBN 978-0-07-024625-6
- The Tennis Junkie's Guide (To Serious Humor). Whitehead, Dave. (2002) iUniverse ISBN 0-595-65364-2
- http://www.tennis.com - Tennis.com
- http://www.tennis-search-engine.com - Tennis Search Engine
- tennis resorts

## وصلات خارجية
- قسم كرة المضرب في موقع كورة
- ATP Tennis: Men's Professional Tennis
- USTA: United States Tennis Association
- Sony Ericsson WTA Tour نسخة محفوظة 22 ديسمبر 2008 على موقع واي باك مشين.
- US Open
- Electronic Tennis Scoreboard